# Nutty but Nice
Nutty but Nice (br.: Birutas, mas Bonzinhos) é a 47º curta-metragem estrelada pelo trio americano de comédia, Os Três Patetas (Moe, Larry e Curly), lançada em 1940, pela Columbia Pictures. Os comediantes lançaram 190 curtas-metragens para o estúdio entre 1934 e 1959.

## Enredo
Os Três Patetas trabalham como garçons cantores em um restaurante e conhecem dois médicos (Vernon Dent e John Tyrrell) que pedem para que eles animem Betty Williams, uma menina que está doente de tristeza porque seu pai (Ned Glass ), um caixa de banco, foi sequestrado ao entregar US $ 300.000 em títulos. Os Patetas visitam Betty vestidos de garotinhas com cachos loiros, mas não conseguem animá-la. Os Patetas, então, se voluntariam para sair e encontrar o pai desaparecido da menina. Os médicos dão-lhes uma breve descrição do pai (de meia-idade, careca e com uma tatuagem de âncora). 
Os Patetas não perdem tempo e saem a procura de todos os suspeitos à vista. Após Curly enfrentar alguns pequenos problemas (água, um vaso de flores e uma cadeira, todos batendo em sua cabeça), os rapazes ouvem o rádio e saem atrás de um dos sequestradores, Butch (Cy Schindell). Butch está guardando o pai de Betty que está amordaçado e amarrado a uma cama. Os Três Patetas derrotam Butch e libertam o pai de Betty.
Nesse momento, três outros membros da gangue retornam. Os Patetas e o pai, cobrem a porta do quarto com uma barricada e escapam para o porão. Os quatro homens seguem-los lá embaixo onde uma luta segue, mergulhando tudo na escuridão, deixando apenas Curly completamente consciente, depois de acender uma vela. No final, Betty se recupera e vai com seu pai e os dois doutores, no restaurante dos Patetas.